# De Bende van de Blauwe Hand
De Bende van de Blauwe Hand was een Nederlandse kunstenaarsgroep.

## Geschiedenis
De Bende van de Blauwe Hand werd in 1965 opgericht door de directeur van de kunstnijverheidsschool, de latere Academie Vredeman de Vries, Paul Panhuysen. De directe aanleiding was een conflict op de academie tussen een vooruitstrevende groep onder leiding van Panhuysen en de overwegend conservatieve bestuurders en docenten van de opleiding. Ook de onvrede bij een groep jonge Friese kunstenaars over het gebrek aan mogelijkheden voor nieuwe kunstvormen in Friesland speelde daarbij een rol. De enige plek, die ruimte voor vernieuwing bood, was de galerie De Blauwe Hand in Harlingen van Josum Walstra. Aan de naam van de galerie en van het pand waar de galerie gevestigd was ontleende de kunstenaarsgroep haar naam. Op 30 juni 1965 werd hier de eerste expositie van de groep geopend. Een expositie, die binnen de Friese kunstwereld als een "aardschok" werd ervaren. In de Leeuwarder Courant van 7 juli 1965 verscheen een artikel met de kop "Onverwachte Friese explosie van experimentele kunst". De groep was niet zozeer Fries georiënteerd, de gemeenschappelijk binding werd gevormd door de uitsluiting door de gevestigde kunstelite van Friesland. De groep gaf een eigen periodiek BlaBla uit, waarvan drie nummers verschenen. Buiten de provinciegrenzen exposeerde de groep onder meer in Al Veka in Den Haag en bij Waalkens in Finsterwolde. Politiek timmerde men aan de weg door het uitbrengen van een Kunstnota, waarin de groep pleitte voor overheidsfinanciering van kunsthuizen, waarbij De Blauwe Hand in Harlingen als voorbeeld diende. In 1967 presenteerde de groep diverse vormen van situatiekunst in het Haags Gemeentemuseum, een presentatie die door het Vrije Volk "een zuiver geplaatste kopstoot" werd genoemd. Ook in Maastricht bracht hun opvoering van een zwarte mis opschudding teweeg. In 1969 was er voor het laatst een presentatie van de groep met de "eksposisie van de familie Boomsma" in de schouwburg van Eindhoven. Sommige critici zeggen dat het bestaan van de Bende van de Blauwe Hand te kort heeft geduurd om van wezenlijke betekenis voor de Friese kunstwereld te zijn geweest. Anderen wijzen op de doorbraak die de groep wist te bewerkstelligen voor de moderne kunst in Friesland en op het voorbeeld dat zij gaven aan andere kunstenaars.